# Belgranodeutsch
Il belgranodeutsch è una lingua creola parlata nella città argentina di Buenos Aires, che ha avuto origine dalla combinazione delle lingue tedesca e spagnola.
Belgrano è il nome del quartiere della capitale dell'Argentina dove vissero molti emigrati giunti dalla Germania. La presenza nel quartiere di due scuole bilingue, la Pestalozzi e la Goethe, ha contribuito alla longevità del belgranodeutsch che è tuttora parlato.
La struttura fondamentale delle frasi in belgranodeutsch ricalca quella del tedesco con l'incorporazione di alcuni sostantivi, aggettivi o verbi ereditati dallo spagnolo o da espressioni dialettali argentine.
Esempio:
Mi presti la gomma?
- In Spagnolo: ¿Me prestas tu goma?
- In Tedesco: Leihst du mir mal dein Radiergummi?
- In Belgranodeutsch: Leihst du mir mal deine goma?